# Tõdva
Tõdva is een plaats in de Estlandse gemeente Saku, provincie Harjumaa. De plaats heeft de status van dorp (Estisch: küla).

## Bevolking
Het dorp had 107 inwoners op 31 december 2011 en 153 inwoners op 31 december 2021.